# 桐生市小学生いじめ自殺事件
桐生市小学生いじめ自殺事件（きりゅうししょうがくせいいじめじさつじけん）とは、2010年（平成22年）10月23日正午頃、群馬県桐生市の市立新里東小学校6年生の女児（当時12歳）が、1年以上にわたる執拗ないじめを苦にして自殺した事件。
女児は、母親へのプレゼントにするはずだった手編みのマフラーをカーテンレールにかけ首を吊った状態で発見された。遺書はなかったが、群馬県警察は状況から自殺と判断した。

## 自殺の理由

### 外国人差別
自殺した女児は、愛知県一宮市から桐生市の小学校に4年次の2008年（平成20年）10月に転校してきた。家庭科と体育が得意で、将来はパティシエになる夢を抱き、転校当初は「友達がたくさんできたらいいな」と家族に語っていた。
いじめが始まったのは5年生になった2009年（平成21年）からで、両親が出席した授業参観日に状況が一変した。母親がフィリピン人であることについてからかう言葉を浴びせられ、同級生に「汚い」「臭い」「近寄るな」「プールがばい菌で汚れる」などと言われた。作文では「心にきずつくことを言われた」と綴り、いじめの窮状を聞いた父親は、「それじゃあ、中学になったら大阪方面に引っ越そう」と返答していた。
2010年1月、5年次の3学期が始まると、女児の上履きに「うざい、死ね」など落書きをされ、いじめを訴えていたが、当時の校長は「いじめというのはあなたのカン違いですよ」といって取り合わなかった。6年生になってクラスが替わり、担任が交代するといじめはさらにエスカレートした。

### 一人ぼっちの給食
女児のクラスは、10月になると、後に同級生の一人が「いじめの中心になる子が何人かいて、ほかの子は何をされるか分からないから逆らえない。クラスはバラバラ」 と評するような深刻な混乱状態に陥った。学校側も担任以外の教員を投入するなどの対応を取っていたが、女児は9月28日の席換え後から孤立。学校の担任は、班ごとに給食を食べるよう指導したが、児童たちが女児を含む班から勝手に離れ、一人で給食を食べることが多くなった。教育学者の加野芳正（香川大学教育学部教授）は、女児が「孤立させられ、『肉体的な拷問』ではなく『精神的な拷問』を受けた」 と指摘する。
一度だけ同級生の1人が「いつも1人だから一緒に食べてあげる」と声をかけることがあると、その喜びをうれしそうに母親に話して聞かせたこともあった。6年生の複数の男児は、「『あっちへ行け』と言われ、しょっちゅういじめられていた」などと証言し、そのうち1人は「先生が注意しているのは見たことがない」とも話した。
桐生市教育委員会の関係者は、「いじめの実態があったことは、認めざるを得ない」「給食時に一人にさせていたことは異常。この事態をとらえて、いじめがなかったとは言えない」などと話した。

### 「学級崩壊」からいじめへ
混乱は給食時だけではなく、一部の児童がおしゃべりなどで授業を妨害しても、「先生は優しいからみんな言うことを聞かなかった」と複数の児童が証言する。こうした状況を、教育評論家の尾木直樹（法政大学教授）は「典型的な学級崩壊」と呼んだ。また、河村茂雄（早稲田大学教育学部教授）は、女児の学級を「なれあい型」と呼び、「教諭は個々の子供に優しいが、規則が徹底されず、子供同士の対立が起きやすく」、「仲良しグループの子が目立つ子の悪口を言い始めると、同調して悪口を言い、運動や勉強が出来る子でもいじめの対象になり得る」 と述べる。
2010年の1学期からすでに、女児の担任教諭に対して一部の児童が「うるせー、くそばばあ」と言ったり、授業中に勝手に教室を出て行ったりする児童がいることが父母の間で問題視されており、他の学級の保護者にも、「授業中に鏡を出して髪の毛をいじる子がいる」といった話が伝わっていた。夏休み明けの8月下旬には、女子児童が、反抗的な態度や担任の発言に揚げ足を取る態度を見せるようになり、学級全体がまとまりを欠くようになった。さらに9月には、教室が非常に汚く、乱れていることが多くなり、クラスの混乱を見かねた数人の児童が、担任以外の教諭に「授業にならないことがある」と相談するほど荒廃していた」。
女児の父親は、「先生に何を言っても無駄、と娘から聞いていた。担任の手に負えなければ、なぜもっと早くほかの先生や校長に助けを求められなかったのか」 と学校側の対応への失望を表明した。
いじめにかかわっていたのは男女5人前後で、その中には担任に反抗し学級崩壊の中心になっていた児童もいたという。
10月22日の夜に校長も出席した会合では、女児の学級の児童の保護者でもあるPTA役員が、「2学期になってからは特にひどい。中学に行ける状態ではない」と学級崩壊の深刻さが指摘され、保護者側から事態の改善要求がなされていた。

### 転校への訴えから自殺へ
「お父さん、お母さん、転校したい」「どんな遠い学校でもいいから歩いて行く」と、女児は何度も両親にすがっていた。10月19日、20日と2日連続で学校を休んだ女児は、欠席の電話をするときに、「いじめの話はしなくていいよ。先生は何を言ってもダメだから」と、給食時にのけ者にされ、連日罵詈雑言を浴びせられるいじめを担当教諭が改善してくれない事に絶望。「あすは社会科見学があるから、出てくれるかな」と担任が電話をし、10月21日の社会科の校外学習には出席したが、一部の同級生から「なんでこういう時だけ来るの」「普段はずる休み？」などと言われて泣きながら帰り、母親に「もう学校に行きたくない」と訴えた。父親はこの日、学校に電話し、いじめや給食時のグループ分けについて「なんとかしてほしい」と頼み、担任は「話し合ってみます」と応じた。その後女児は二度と学校に行くことなく、23日、自らの命を絶った。
女児が在籍した小学校の校長は会見で、「5年生の時に母親から『いじめられた』という訴えがあったことは確認できたが、勘違いだった。いじめに関する特別な相談はなかった」と説明したが、担任教諭は、女児へのいじめがあったと断言し、「無視したり、給食時に避けて座るなどのいじめがあった」と、いじめの内容を具体的に明らかにした。
群馬県の福島金夫教育長は、該当小学校の校長について、「起こったことに対する管理責任はある。処分の可能性はある」という見解を示した。また、女児が自殺した日、校長がコンサートと買い物に東京方面に出かけていたため連絡が取れなかったことについて、「普通はない。その時に（携帯電話に）出られなくても、その日のうちに確認を取れるような形にすべきで、管理監督者としての役割の一つだ」と述べたが、実際には、校長と担任教諭の処分は見送られた。

## 事件後の出来事

### 発見された「遺稿」
10月25日、報道陣の取材に対し父親は、「娘は学校でいつも一人ぼっちだった。私が学校に相談に行っても解決策が示されなかった」と述べた。
女児の死後、遺品のなかから『やっぱり「友達」っていいな』と題する漫画が発見された。漫画は自殺の直前に書かれたもので、ノート3頁半にわたっていた。転校してきた「関口桜」という主人公が、「これからよろしくお願いします」とあいさつし、担任教諭が「転校生なので仲良くしてあげてください」などと紹介する場面が描かれていた。。漫画の主人公は、小学5年生の「関口桜」と「石原美花」の2人。桜は転校生で、絵の下に「おとなしく恥ずかしがり屋」と書かれていた。この漫画を見た妹に、生前女児は、「美花は私。転校してきた桜と親友になる」と話していた。現実とは逆のストーリーで、父親は、「友達と仲良くしたいという願いを託したんだと思う」と推し量る。
残された漫画には、「児童が反発することなく担任の話に耳を傾けている」学級の様子が描かれており、尾木直樹は、これが「彼女の理想の世界」であったと分析し、「現実があまりに違っていたため、続きを書くことができなかった」と指摘。「学級崩壊が起きている時点で、管理職は早急に担任を替えるべきだった。態勢がしっかりしておらず、彼女を見殺しにしたようなもの」 と、学校側の対応の不備を批判した。
また、投函されなかった手紙が居間のテレビゲーム機の下から発見され、「みんなのことわすれるはずないよ！だってすごく楽しかったんだもん」と転校前の愛知県の小学校の生活を振り返り、「中学になったら大阪に行くんだ。だから愛知県を通るかもしれない。だから、できたら会いにいくね！楽しみにしててね！」などと書かれていた。
さらに、給食時の孤独を気遣う同級生からの手紙も自宅で見つかり、手紙には「金曜日、はん(給食)さみしかった？？ゴメンネ！！」と記されていた。
また、孤立し給食を食べていた事実があったにもかかわらずそれを一概に否定する市教委に対し、保護者より多数の批判を集めていた。

### 支援活動と追悼
女児の自殺事件に関して桐生市教育委員会が「いじめはあった」と認めたことを受け、高木義明文部科学大臣（当時）は、11月9日の閣議後記者会見で、「学校がいじめの兆候を早期に把握して対応することが重要だ」とし、教職員が連携していじめ防止に取り組むよう、各教育委員会に求める考えを示した。
2011年8月6日、両親を支援する「桐生市いじめ自殺裁判を支援する会」が結成された。
同年10月23日、自宅のアパートで一周忌の法要を前にして、生きていれば13歳の亡娘のために、両親はケーキの上に太いローソク1本と細いローソク3本を立てて遺骨の前に置いた。また、女児のフィリピン人の母親がキリスト教徒のため、桐生カトリック教会で追悼ミサが行われ、ミサのなかで女児の名前が読み上げられ、母親と同じく日本で生活するフィリピン人約20人が互いの考えを語り合った。担当司祭のバルトロメオ・マクマホン神父は、説教のなかで「差別されている人たちに神の憐れみのまなざしを注ぐこと。無関心でなく関心を持つこと」を強調し、女児の安息を祈った。

### 遺族への中傷
遺族の一家は、自殺事件から約1年後の2011年秋に群馬県外へ引っ越した。地域では「（一家の住む）部屋のおはらいをしてほしい」「裁判はカネ目当て」など心ない嫌がらせを受け、女児の妹が登校を渋るような状況にもなり、妹もいじめに巻き込まれることを避けるためにやむなく引っ越した。母親がフィリピン人であることから始まったこのいじめによる事件は海外にも報道され、日本の社会に潜む深刻な人種差別の実例として東南アジア諸国でも関心を呼び、日比家族センター（Center for Japanese-Filipino Families; CJFF）は、差別的処遇を受けている「日比混血児の窮状」を訴えている。

### 人権侵害に対する裁判
2013年7月5日、女児の自殺の原因が学校側がいじめに適切に対応しなかったためとして、両親が市と県を相手取り損害賠償を求めた民事訴訟の弁論準備手続きが前橋地方裁判所（原道子裁判長）で行われ、8月9日、証人尋問で女児が通った小学校の元校長がいじめの存在を認めた。事件発生後の10月31日、担当の教諭が校長や教頭とともに女児宅を訪れ、担任は「私の指導力不足で申し訳ありません」 と述べていたが、民事訴訟の第1回口頭弁論に際して、桐生市は、「教員らはいじめの問題について真摯に取り組み、注意義務を尽くしてきた」 と主張し、「自殺がいじめの結果、引起こされたものとは即断できない」として請求の棄却を求め、県とともに争う姿勢を示した。

### 「原因は校長と担任教諭」と認定
10月4日、前橋地方裁判所桐生支部（島田尚登裁判長）において、加害女児の保護者の監督責任を問う民事訴訟の第一回公判が開かれた。女児の担当教諭と校長がいじめの事実を認めているにもかかわらず、被告の元同級生側は「いじめの事実はなかった」と主張し争う姿勢を見せた。市と県を相手取った民事訴訟は、12月6日に最終弁論が行われた。
2014年3月14日、前橋地方裁判所の原道子裁判長は、判決理由で、「臭い」「きもい」など継続的な悪口や仲間はずれなどのいじめを受けていたのに、学校側が適切な指導をしなかったため絶望的な状況に追い込まれたと指摘。「自殺の原因は校長と担任教諭にある」と認定し、市と県に450万円の支払いを命じた。自殺といじめとの因果関係を認めた。訴訟を起こしたことについて、周囲から「金目当てでは」と心ない言葉をかけられ、2011年11月には、遺族は栃木県への引っ越しを余儀なくされた。「娘の無念を何とか晴らしたい」という思いだけだと父親は語る。

## 有識者のコメント
- 「毎日1人で給食を食べたり、暴言を吐かれたりと、生きていることがまるで地獄で、（両親が考えたという）3月の引っ越しまで待てなかった。逃げ場がなかったのだろう」（尾木直樹・法政大学教授）[20]
- 「みんながグループで食べている中、客観的に見てこれだけわかりやすいいじめはない」（碓井真史・新潟青陵大学教授）[39]
- 「選択肢がなかったことが一番かわいそう。転校するとかフリースクールに行くとかの別な道があっても良かった」（大野俊和・群馬医療福祉大学准教授）[39] …
- 「孤立させられ、『肉体的な拷問』ではなく『精神的な拷問』を受けた」（加野芳正・香川大学教育学部教授）[9]

### 単行本
- 加野芳正『なぜ、人は平気で「いじめ」をするのか？-- 透明な暴力と向き合うために』日本図書センター、2011年 ISBN 978-4284304467
- 藤川大祐『いじめで子どもが壊れる前に』角川学芸出版、2012年 ISBN 978-4046534163

### 記事・論文
- 冷泉彰彦「宝塚の事件から群馬の事件へ -- 「定住外国人へのいじめ」はどう乗り越えれば良いのか？」（『ニューズウィーク』日本版、2010年12月10日号）
- 辻本久夫、「外国にルーツを持つ子どもたちの悩み」『関西学院大学人権研究』 2011年 15号 p.37-42, ISSN 1344-039X, 関西学院大学
- 北澤毅、「「教育と責任」の社会学序説 －「因果関係と責任」問題の考察－」『教育社会学研究』 2012年 90巻 p.5-23, doi:10.11151/eds.90.5, 日本教育社会学会